# Antoni Kozłowski (1729–1801)
Antoni Szymon Kozłowski herbu Jastrzębiec (ur. 1729 w Mściskach, zm. 1801) – polski wojskowy, ziemianin.

## Życiorys
Wywodził się z rodu Kozłowskich herbu Jastrzębiec, pochodzących z ziemi mazowieckiej, osiadłej na Rusi Czerwonej; w 1618 na ziemi sanockiej, a w 1756 w Zabłotcach na ziemi przemyskiej. Urodził się w 1729 w Mściskach. Był synem Wojciecha Kozłowskiego (zm. 1740) i Marianny Ostrowskiej (dziedziczka Mścisk na Podlasiu). 
W 1758 został chorążym wojsk królewskich, w 1761 kapitanem wojsk koronnych, buławy polnej koronnej. Pełnił funkcję adiutanta hetmana Jana Klemensa Gryf Branickiego.
Po zmarłym bezpotomnie Michale Nakielskim (subdelegat grodzki lwowski) w 1760 przejął majątek. Został właścicielem Zabłociec na ziemi przemyskiej.
W 1758 w Bolestraszycach poślubił Salomeę Krzyszkowską herbu Odrowąż (skarbnikówna bielska). Ich synami byli: Jego braćmi byli Wincenty, Antoni (zm. 1844), Florian (zm. 1855, dziedzic Lipy Górnej i Dolnej), Anastazy (1778-1857) - w 1782 wszyscy czterej zostali wylegitymowani ze szlachectwa w sądzie ziemskim przemyskim.
Zmarł w 1801.